# Frank-Richard Hamm
Frank-Richard Hamm (* 8. Oktober 1920 in Königsberg in Preußen; † 11. November 1973) war ein deutscher Indologe.

## Leben

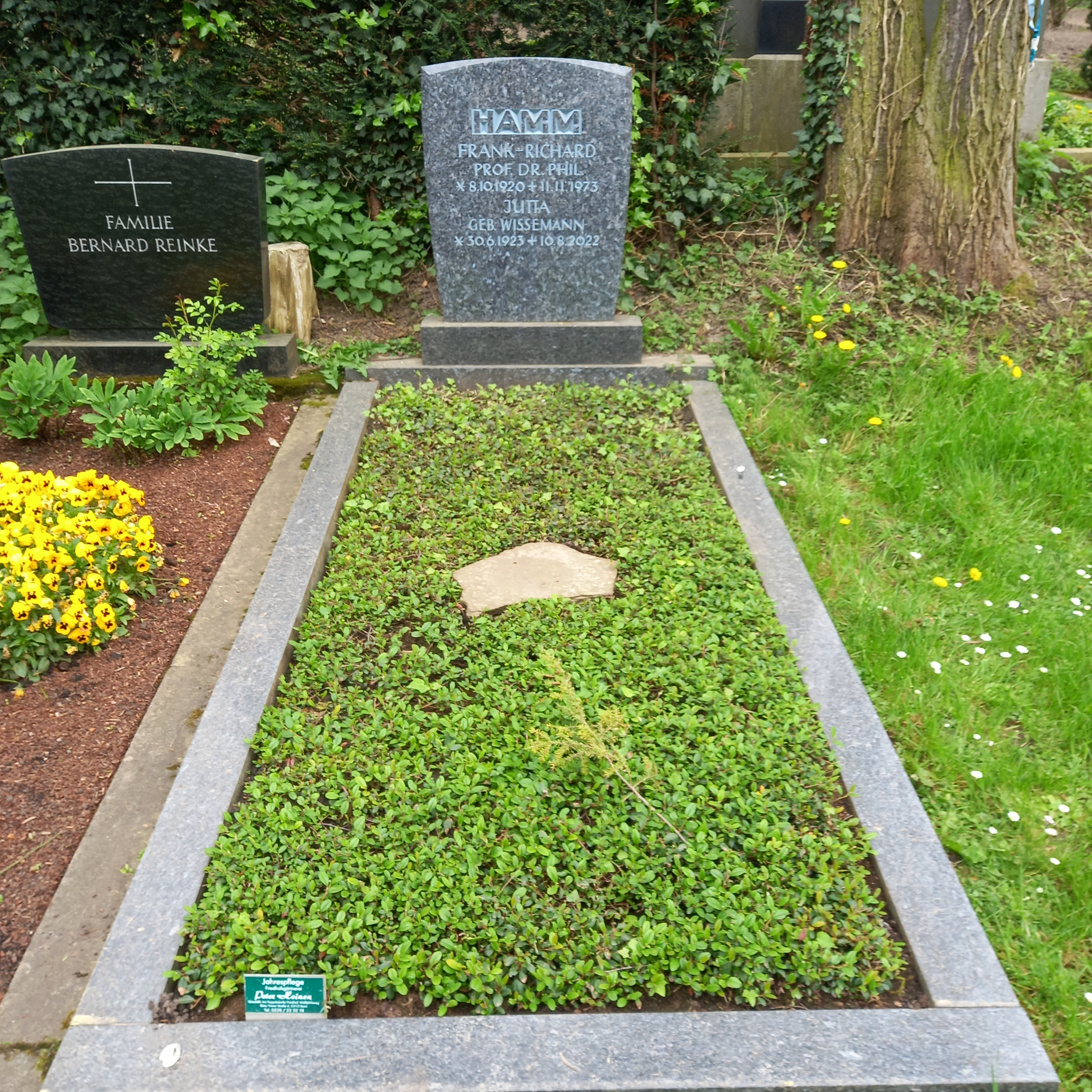
Das Grab von Frank-Richard Hamm und seiner Ehefrau Jutta geborene Wissemann auf dem Poppelsdorfer Friedhof in Bonn

Seine Familie zog zwei Jahre später nach Hamburg, wo er 1939 das Kirchenpauer-Gymnasium abschloss. Von 1940 bis 1945 diente er beim Militär. 1948 schloss er sein Grundstudium ab. Nach der Promotion zum Dr. phil. in Hamburg am 25. September 1948  war er von 1948 bis 1952 Dozent für Indologie in Hamburg und von 1952 bis 1954 Mitglied der International Academy of Indian Culture in Nagpur. Er lehrte in Hamburg (1957–1964 Privatdozent für Indologie und tibetanische Philologie), Berlin und Bonn, wo er von 1965 bis zu seinem Tod als Professor blieb.
Seine Werke widmeten sich dem Jainismus, der Übermittlung sanskritisch-buddhistischer Texte in tibetischer Sprache sowie der Biographie und Poesie des tibetischen Heiligen Milarepa.

## Schriften (Auswahl)
- mit Walther Schubring: Studien zum Mahānisīha. Kapitel 6–8. Hamburg 1951, OCLC 1002222198.